# Công ty Quản lý Quỹ đầu tư Việt Nam
Công ty Quản lý Quỹ đầu tư Việt Nam (tên tiếng Anh là Vietnam Asset Management hay viết tắt là VAM), được thành lập vào năm 2006 tại Quần đảo Virgin thuộc Anh bởi ông John Lyn (Chủ tịch Hội đồng quản trị), ông Nguyễn Xuân Minh, CFA (Tổng Giám đốc – Chủ tịch Hội đồng đầu tư), và bà Nguyễn Hoài Thu, CFA (Giám đốc đầu tư). Họ hiện nay là những người quản lý cao cấp trực tiếp tại công ty. VAM hiện có văn phòng tại Singapore và văn phòng đại diện tại Thành phố Hồ Chí Minh, Việt Nam
VAM quản lý quỹ đầu tư chứng khoán được huy động từ các nước trên thế giới như Châu Âu, Dubai, Nhật Bản, Malaysia, Singapore, v.v. để đầu tư vào cổ phiếu của các công ty cổ phần hóa, IPO, cổ phiếu chưa niêm yết hoặc đã niêm yết của các công ty đại chúng tại Việt Nam. Ngoài ra, VAM cũng tham gia vào hoạt động tư vấn đầu tư (tài chính) cho các doanh nghiệp Việt Nam và các nhà đầu tư nước ngoài vào thị trường này. 
Tháng 9 năm 2007, Tập đoàn Đầu tư Dubai (DIG) và UOB-Kay Hian, thuộc Tập đoàn UOB Bank mua một phần cổ phần chiến lược tại VAM và tham gia vào Hội đồng Quản trị của công ty. Đồng thời, họ cũng đầu tư vào một quỹ đầu tư (quỹ đóng) do VAM quản lý.
Trong năm 2008 va 2009, VAM đã hợp tác với Hong Leong Asset Management, thuộc Hong Leong Group, Malaysia để thành lập hai quỹ mở đầu tư chứng khoán Việt Nam: HLG Vietnam Fund và Hong Leong Vietnam Strategic Fund 
cho các nhà đầu tư tại Malaysia. VAM cũng đã thành lập và huy động một quỹ mở Vietnam Index Linked Fund tại Nhật Bản năm 2008.

## Phương pháp đầu tư
Công ty Quản lý Quỹ đầu tư Việt Nam (VAM) sử dụng phân tích cơ bản làm chủ đạo khi xem xét đầu tư và tuân theo một quy trình đầu tư bao gồm việc đánh giá định tính và định lượng toàn bộ giá trị của một công ty tiềm năng.
Về phương diện định tính, VAM quan tâm nhiều đến chất lượng quản lý mô hình kinh doanh của công ty, tính năng động của lĩnh vực kinh doanh và tất cả các yếu tố khác có ảnh hưởng đến hoạt động của công ty. Họ nghiên cứu nhằm phát hiện những công ty đang trải qua hay hưởng lợi từ sự phát triển mang tính chuyển mình của nền kinh tế, của lĩnh vực hoạt động cũng như của bản thân công ty.
Thông qua việc gặp gỡ và trao đổi thường xuyên với đội ngũ lãnh đạo của những công ty đã đầu tư để cùng sát cánh với họ trong quá trình phát triển và tư vấn cho họ trong những quyết định mang tính chiến lược.
Ngoài ra, VAM cũng trao đổi với những bên có liên quan đến công ty như các nhà cung cấp, khách hàng và đối thủ cạnh tranh để có được sự đánh giá chính xác hơn về tình hình hoạt động và tính bền vững của những cơ hội đầu tư tiềm năng.
Về phương diện định lượng, VAM phân tích ý tưởng đầu tư thông qua việc sử dụng mô hình tài chính nội bộ kết hợp với nhiều kỹ thuật định giá giá trị khác nhau.

## Các Quỹ đầu tư đang quản lý
- Quỹ Đầu tư Thị trường mới nổi Việt Nam (Vietnam Emerging Market Fund - VEMF): Được thành lập từ đầu năm 2007 tại Cayman Islands, VEMF là loại quỹ đóng[4] chuyên đầu tư chứng khoán vào các công ty cổ phần hóa, IPO, OTC và công ty niêm yết tại Việt Nam. VEMF được chuyển thành quỹ mở[4] vào tháng 5 năm 2010.
- Quỹ Đầu tư Chiến lược VAM Việt Nam (VAM Vietnam Strategic Fund, Ltd. - VVSF): Được thành lập từ tháng 10 năm 2007 tại Cayman Islands, VVSF là loại quỹ đóng chuyên đầu tư chứng khoán vào các công ty cổ phần hóa, IPO, OTC và công ty niêm yết tại Việt Nam.
- Quỹ Đầu tư Chứng khoán Việt Nam HLG (HLG Vietnam Fund - HLVF) [5]: Thành lập tháng 2 năm 2008 tại Malaysia, HLGVF là dạng quỹ mở đại chúng chuyên đầu tư chứng khoán vào các công ty cổ phần hóa, IPO, OTC và công ty niêm yết tại Việt Nam [6].
- Quỹ Đầu tư Chỉ số Việt Nam HS-VAM (HS-VAM Vietnam Index Linked Fund - VILF): Được thành lập từ tháng 8 năm 2008 tại Cayman Islands, VILF là dạng quỹ mở đại chúng dành cho các nhà đầu tư tại Nhật Bản. Quỹ Đầu tư VILF chuyên đầu tư chứng khoán vào các công ty có vốn thị trường lớn nhất niêm yết tại Việt Nam.
- Quỹ Đầu tư Chiến lược Việt Nam Hong Leong (Hong Leong Vietnam Strategic Fund - HLSF): Được thành lập từ tháng 4 năm 2010 tại Malaysia, HLSF tập trung đầu tư chứng khoán chủ yếu vào các công ty niêm yết tại Việt Nam[3].